# 孫姬
孫姬（?—?），姓孫，名不详，三国时曹操的妾室。
孙姬为曹操生有三子：临邑殇公曹上、楚王曹彪、刚殇公曹勤。其中，汉献帝兴平二年（195年），孙氏生下曹彪。曹上、曹勤都没有子女早早去世，只有曹彪长大成人，留有后嗣。